# Kiilopää
Kiilopää es una estación de esquí situada en la montaña homónima, muy cerca de Saariselkä en el noreste de la Laponia finlandesa.

## Introducción
La zona de Kiilopää (Finlandia), próxima a Saariselkä, en Laponia finlandesa, se sitúa en plena naturaleza, a 40 km del aeropuerto de Ivalo. El nombre de esta región se debe a la montaña Kiilopää, de 546 metros de altura, en el Parque Nacional de Urho Kekkonen. 

## Geografía y clima

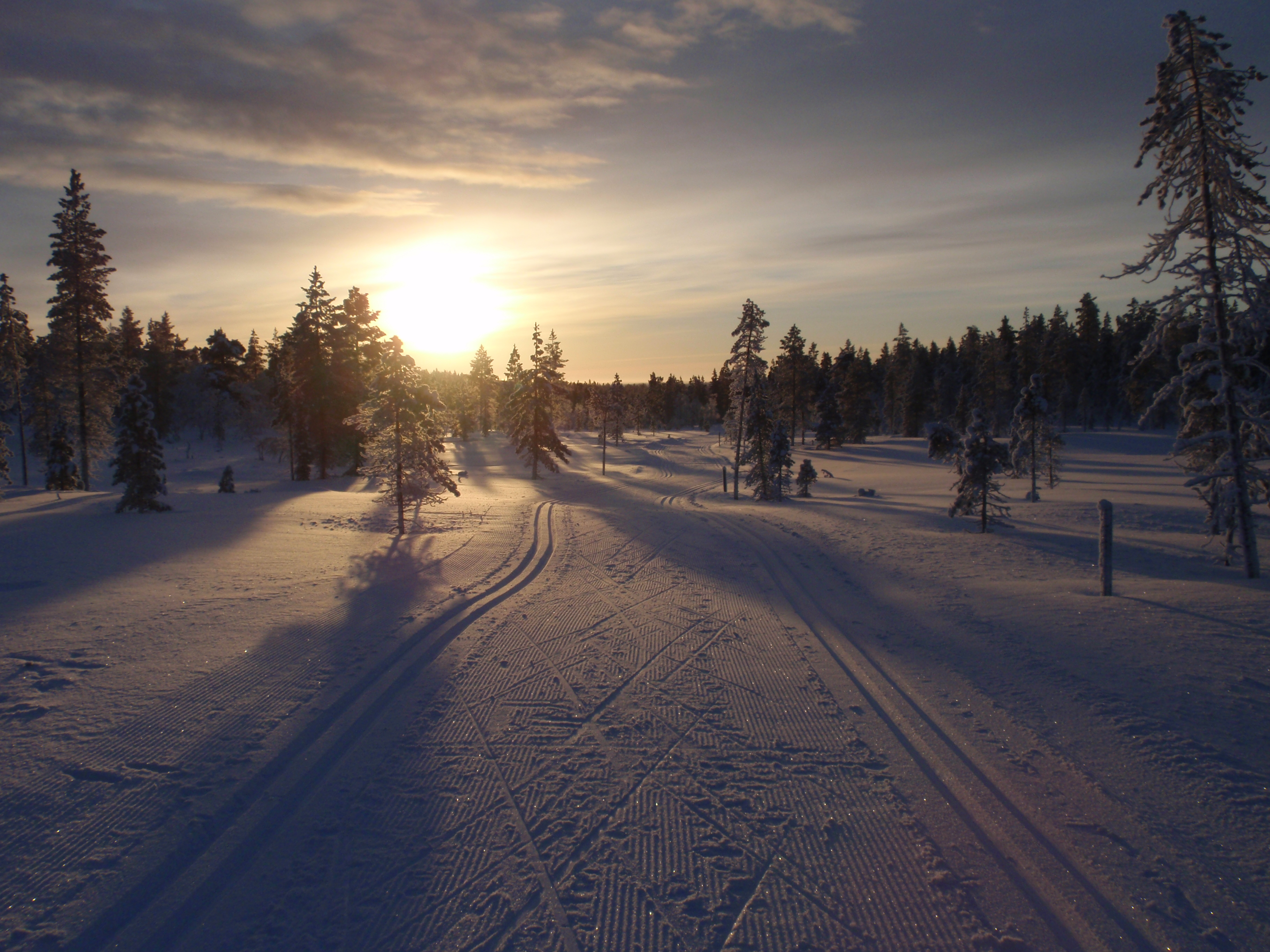
Paisaje helado al anochecer en el Parque de Kiilopää

La Laponia finlandesa es la región del país nórdico que se encuentra al norte del círculo polar ártico, tiene cuatro estaciones marcadas. Sus inviernos son secos y muy fríos. Los veranos difieren poco de la temperatura media del continente europeo, siendo bastante más cálidos de lo que puede pensar.
Las primeras nieves caen a finales de septiembre, pero es en noviembre cuando la nieve, que durará hasta mayo, cubre el paisaje. El frío, a pesar de las bajas temperaturas invernales, es llevadero con las prendas adecuadas debido al aire seco. En invierno y primavera los paisajes están nevados y entre mediados de noviembre y enero los días son muy cortos, ya que nos encontramos en la época de Kaamos o de penumbra, que dura 51 días en Laponia, y donde el Sol casi no sale por encima del horizonte, recibiendo únicamente la luz de sus rayos. Como consecuencia, el paisaje en invierno es de un bello tono azulado.
Entre noviembre y enero las temperaturas medias oscilan entre -10 °C y -4 °C y las horas de luz al día entre 2 y 6,5 horas. Entre marzo y mayo varían entre -4 °C y 10 °C y las horas de luz se alargan entre 9 y 18 horas. En septiembre la temperatura media es de 10 °C y las horas de luz de 14 horas.
Enero y febrero suelen ser los meses más fríos pero más claros y sin precipitaciones. Con suerte es posible observar, si las condiciones meteorológicas lo permiten, las fabulosas auroras boreales (o aurora polar), dado que se disfrutan en noches muy frías y despejadas, entre las 9 de la noche y la 1 de la madrugada.

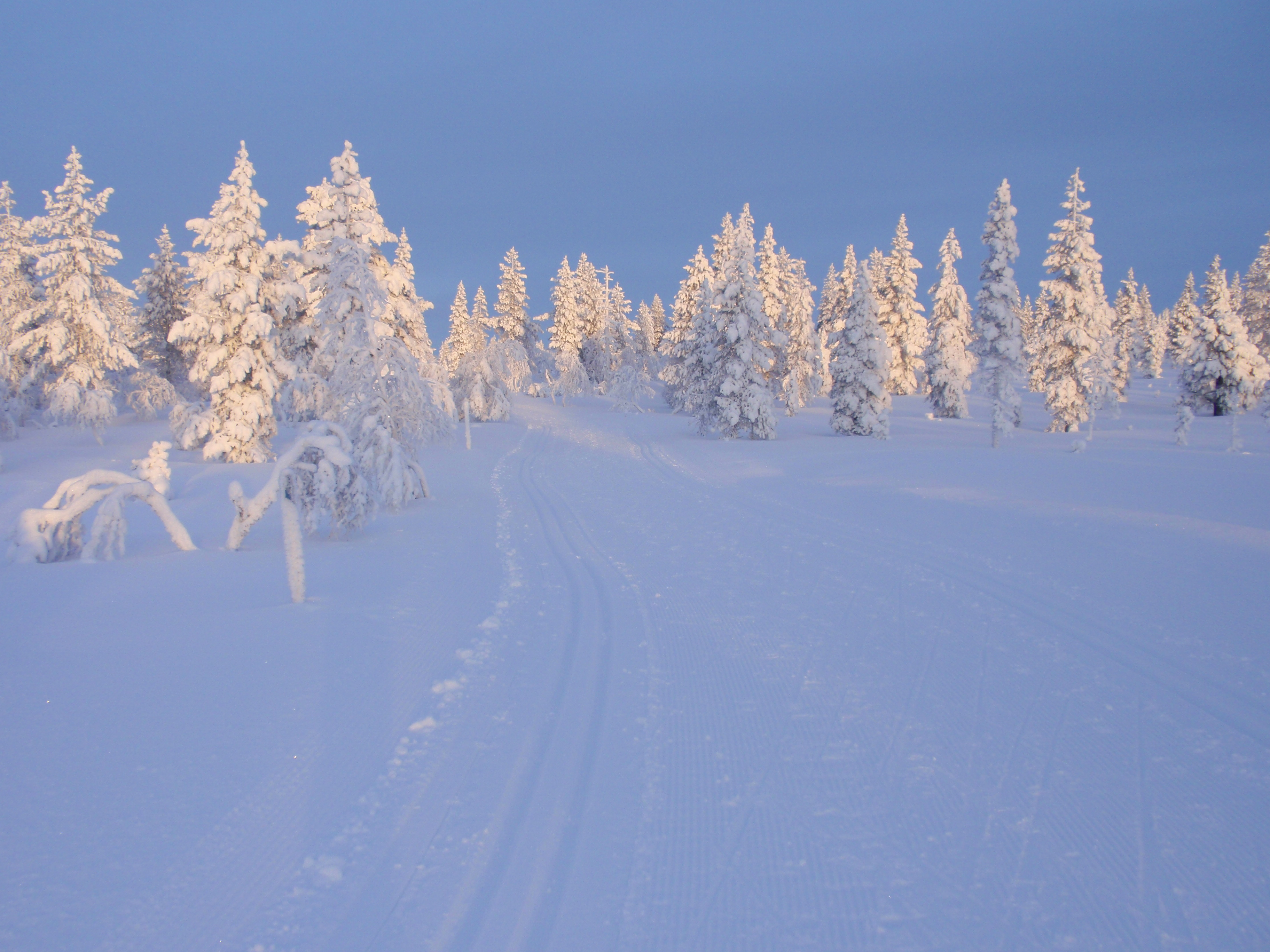
Parque Nacional de Urho Kekkonen

Sin duda, Finlandia es uno de los mejores sitios donde poder disfrutar de las auroras boreales, que aparecen en más de 200 noches al año.

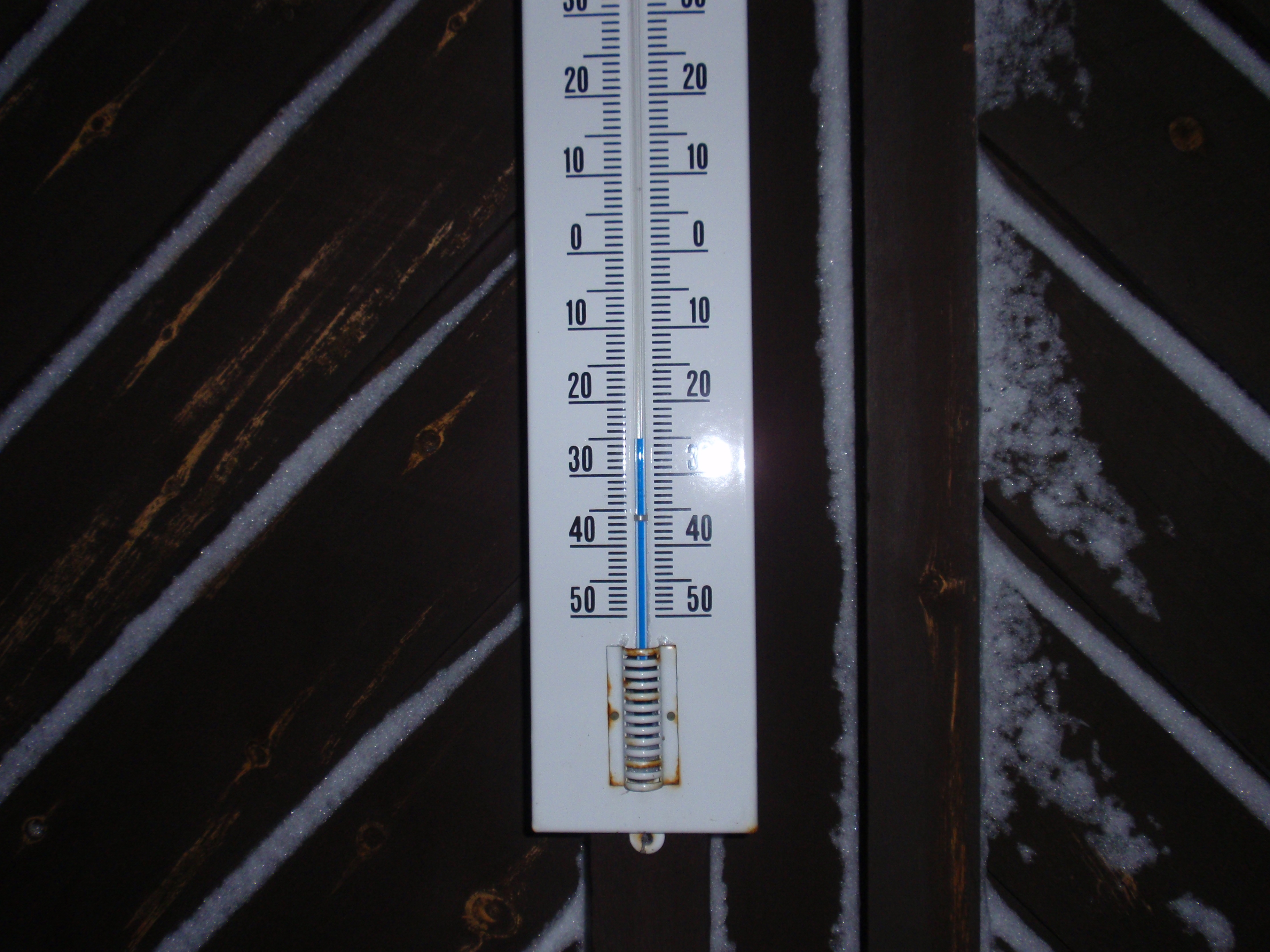
Termómetro que marca la temperatura a la 1 de la mañana en el mes de enero en Kiilopää

A partir del mes de mayo se alargan los días muy rápidamente, hasta entrar en el sol de medianoche. Cuanto más al norte más horas de luz hay hasta que llega el 24 de junio, en que por encima del círculo polar ártico el sol no se pone a lo largo del día.

## Turismo
Kiilopää, en plena Laponia finlandesa, cuenta con uno de los mayores Parques Nacionales de Europa. El lugar es ideal para descubrirlo con raquetas de nieve o esquí de fondo. Es el lugar perfecto para disfrutar de un montón de actividades al aire libre según la época del año, dado que eso condiciona que esté cubierto de nieve. Septiembre es el mes que se viste de rojizo, destacando la belleza de la región. A finales de este mes los días son más lluviosos y fríos.
Entre las actividades que se pueden realizar en medio de la naturaleza salvaje que ofrece este entorno destacan el senderismo, safaris en motos de nieve o en trineos tirados por Husky siberiano o renos, esquí, etc.
Para poder relajarse y con fines terapéuticos todos los hoteles y la gran mayoría de las casas disponen de sauna, a una temperatura entre los 80 y 100 grados, que emplea calor seco y con una humedad relativa que no alcanza el 15 %.

## Deporte
A pesar del contraste y la dureza de su clima, Finlandia es uno de los países donde se realiza más actividad física y encabeza la lista de países más activos del mundo, según un estudio realizado por la Comisión Europea. La mayoría de los finlandeses practican actividad física, siendo sus deportes favoritos el fútbol, la gimnasia, hockey sobre hielo y el floorball. Muchos finlandeses están en forma gracias a la caminata nórdica, actividad que se ha exportado al resto del mundo, y que surgió en Finlandia a finales de los años 90. A España este deporte llegó en el 2005.